# Theo der Pfeifenraucher

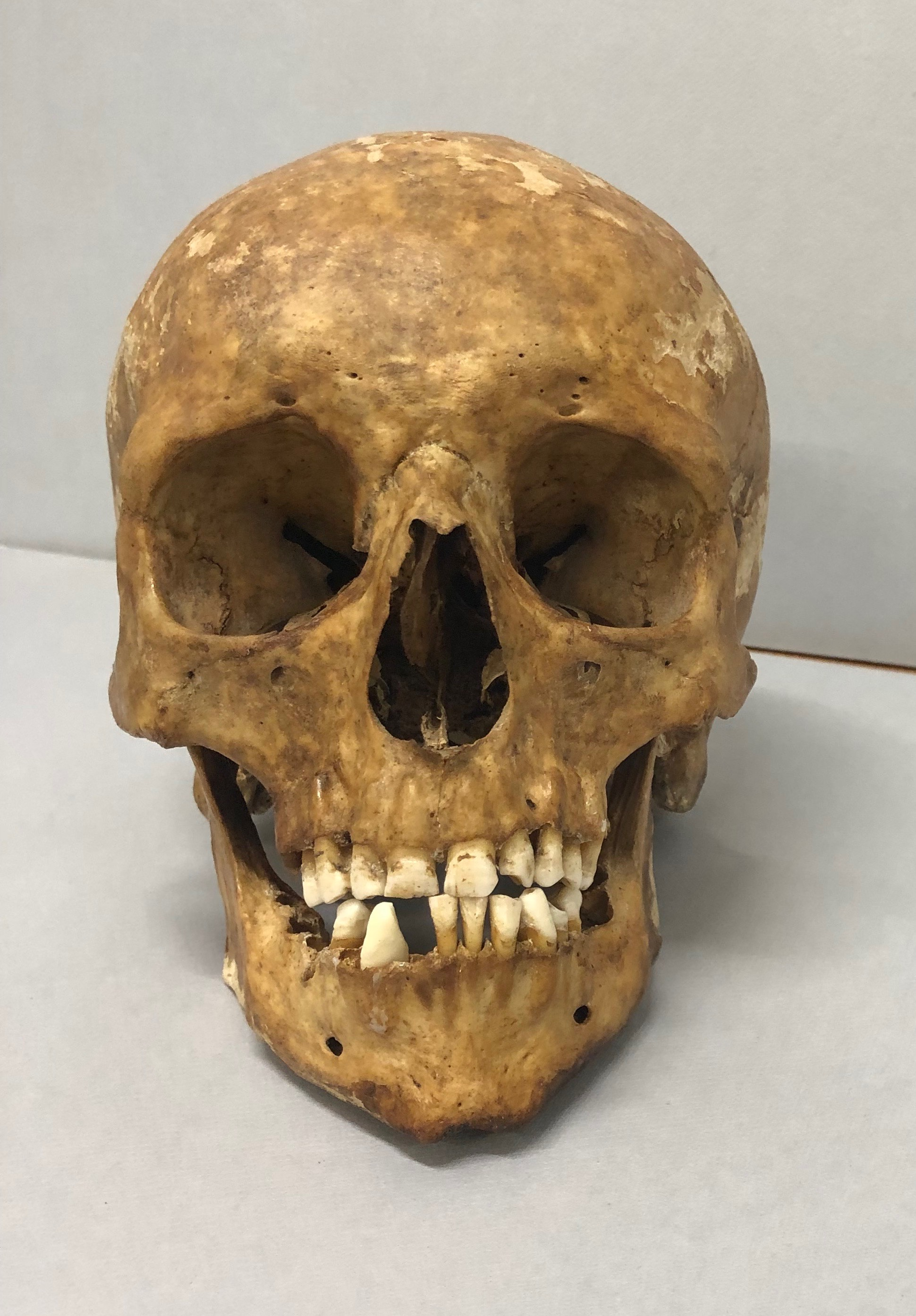
Theos Schädel

Theo der Pfeifenraucher (* um 1790; † um 1820 in Kleinbasel) ist der fiktive Name eines Mannes, dessen Skelett 1984 in einem ehemaligen Armenfriedhof bei der Theodorskirche in Kleinbasel gefunden wurde. Benannt wurde er nach der Kirche, in deren Friedhof er gefunden wurde.

## Kleinbasel um 1800
Kleinbasel gehörte zwar seit dem Mittelalter zur Stadt Basel, blieb aber durch seine Lage am rechten Rheinufer in mancherlei Hinsicht eigenständig. Hier lebten mittelständische Gewerbler mit ihren Familien und Hausangestellten. Die Volkszählung von 1799 ergab für das dicht besiedelte Kleinbasel eine Bevölkerung von knapp 3000 Personen, hinzu kamen nicht erfasste Personen wie Durchreisende oder Taglöhner. Als Theo zur Welt kam, war die Mittlere Brücke die einzige Verbindung über den Rhein in der Region, die Wettsteinbrücke wurde erst 1879 gebaut.
Die Lebensader Kleinbasels war damals der «Teich», ein Netz von Kanälen mit Wasser aus dem Fluss Wiese für das Gewerbe. Genutzt wurde er von Sägereien, Färbereien und Walkereien, von Gerbern und Müllern, für Gipsmühlen, Tabakstampfen und anderes. 1823 trieb der Teich insgesamt 64 Räder an, 34 davon waren Getreidemühlen. Durch die zahlreichen Abwässer und Fäkalien waren die Kanäle stark verunreinigt. Der Kleinbasler Teich wurde erst zwischen 1907 und 1917 zugeschüttet. An ihn erinnert heute noch das «Teichgässlein» zwischen Claragraben und Ochsengasse.
Auf der südlichen und östlichen Seite Kleinbasels, die nicht von Wasserläufen durchflossen wurde, lebten viele Kleinbasler von der Landwirtschaft, als Weinbauern oder Schiffsleute.

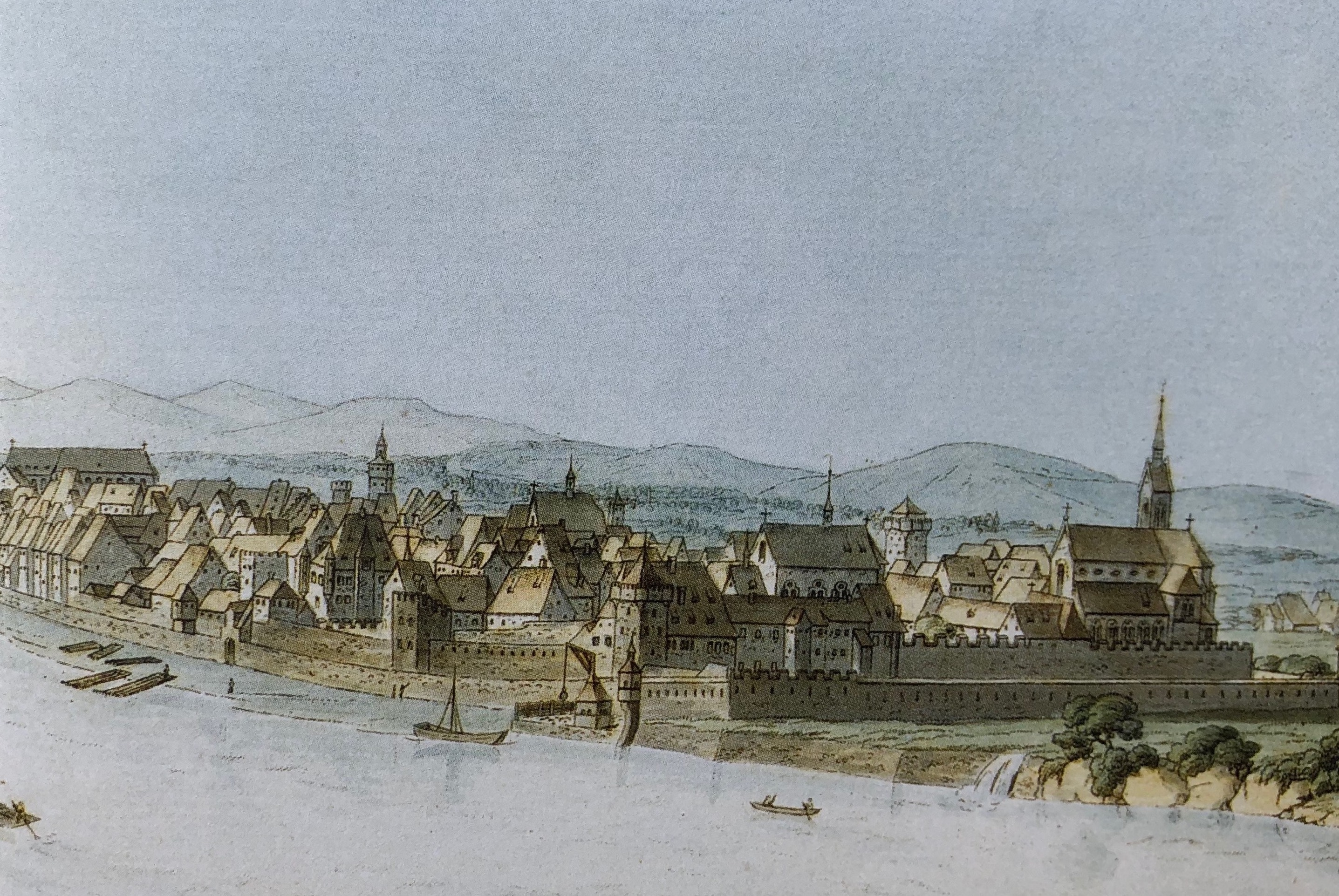
Kleinbasel um 1795; rechts die Theodorskirche. Radierung von Christian von Mechel (Ausschnitt)
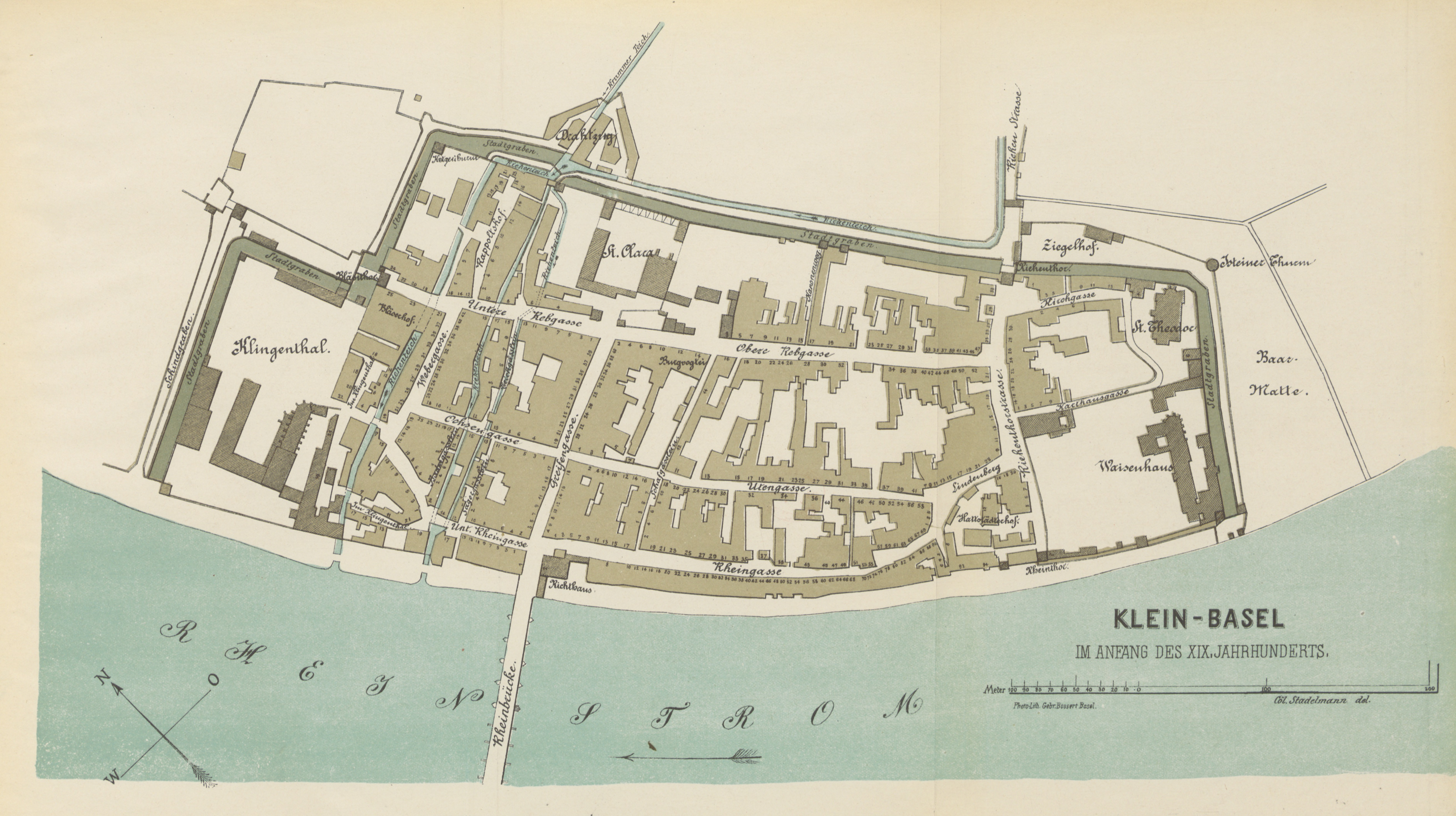
Kleinbasel zu Beginn des 19. Jahrhunderts

## Der Friedhof
Das ehemalige Rebgelände im Westen der Theodorskirche wurde 1779 vom Ratsmitglied Remigius Merian erworben und nach der letzten Weinlese zur längst benötigten Erweiterung des regulären Kirchhofs hergerichtet; am 5. Oktober 1779 fand die erste Beerdigung statt. Der neue Friedhof war von einer Mauer umgeben und wurde nach ihrem ehemaligen Besitzer «Merianscher Totenacker» genannt. In ihm wurden vorwiegend Angehörige der sozialen Unterschicht beigesetzt. Da aber seine Kapazität schnell erschöpft war, wurden 1805 mit dem «Kleeacker» und 1831 mit dem «Mättelein» zwei weitere neue Areale als Friedhöfe genutzt, aber auch diese Massnahmen erwiesen sich nicht als nachhaltig. 1832 richtete man ausserhalb der Stadt beim Messeplatz einen neuen Friedhof für die stark gewachsene Basler Bevölkerung ein. Der Meriansche Totenacker bei der Theodorskirche wurde per 1. Mai 1833 geschlossen.
In den 54 Jahren verstarben in Kleinbasel insgesamt 4334 Personen. Sie wurden dort in den verschiedenen Friedhöfen begraben, ein Grossteil von ihnen auf dem kleinen «Merianschen Totenacker». Auf ihm wurden Einwohner von Kleinbasel beerdigt; Handwerker, Kleingewerbler, Fuhrleute, Fischer und ihre Familienangehörigen. Alle Beerdigten wurden im Sterberegister der St. Theodor Kirchgemeinde mit Vor- und Nachnamen, Alter und oft auch mit Beruf und Herkunft verzeichnet. Auf dem Gelände des ehemaligen Totenackers steht heute das 1855/56 erbaute Theodorsschulhaus.

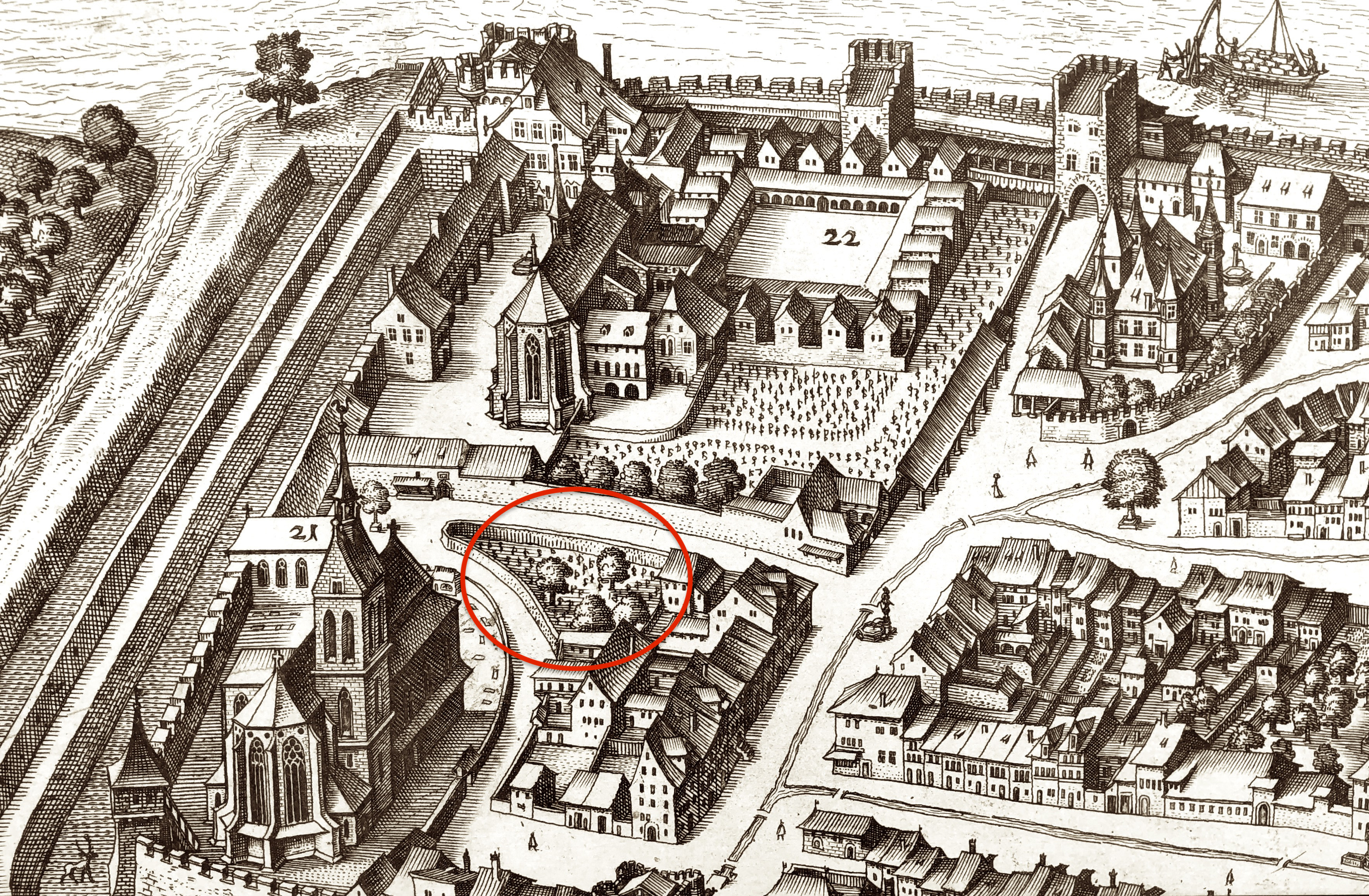
Die Lage des Friedhofs bei der Theodorskirche, damals noch Rebgelände. Darstellung aus dem Plan von Matthäus Merian, 1615
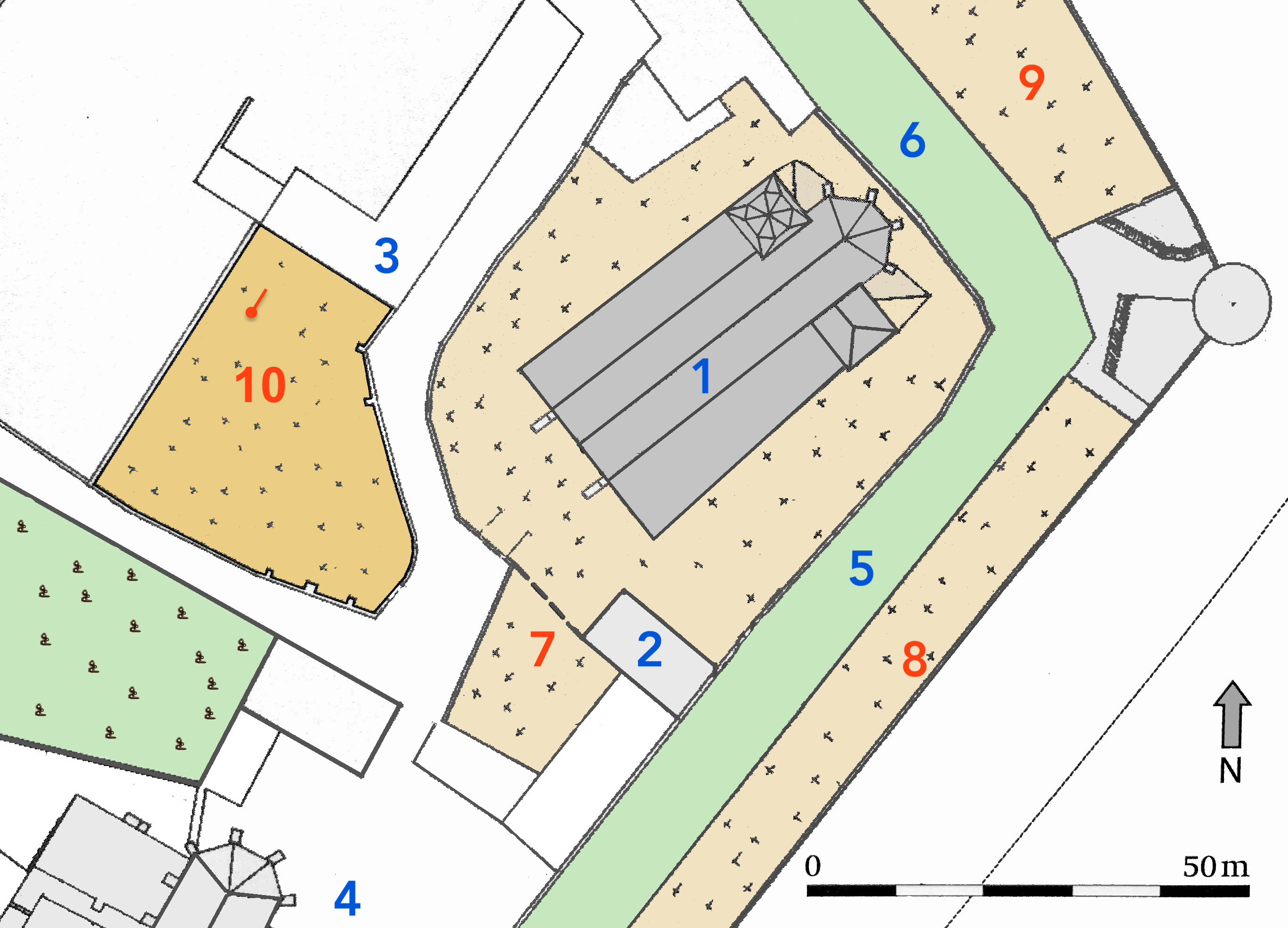
Situationsplan: 1. Theodorskirche 2. Allerheiligenkapelle 3. Pfarrhof 4. Kartausgasse 5. Theodorsgraben 6. Claragraben 7. Sonderfriedhof 8. Friedhof «Kleeacker» 9. Friedhof «Mättelein» 10. «Merianscher Totenacker» mit dem Grab von Theo
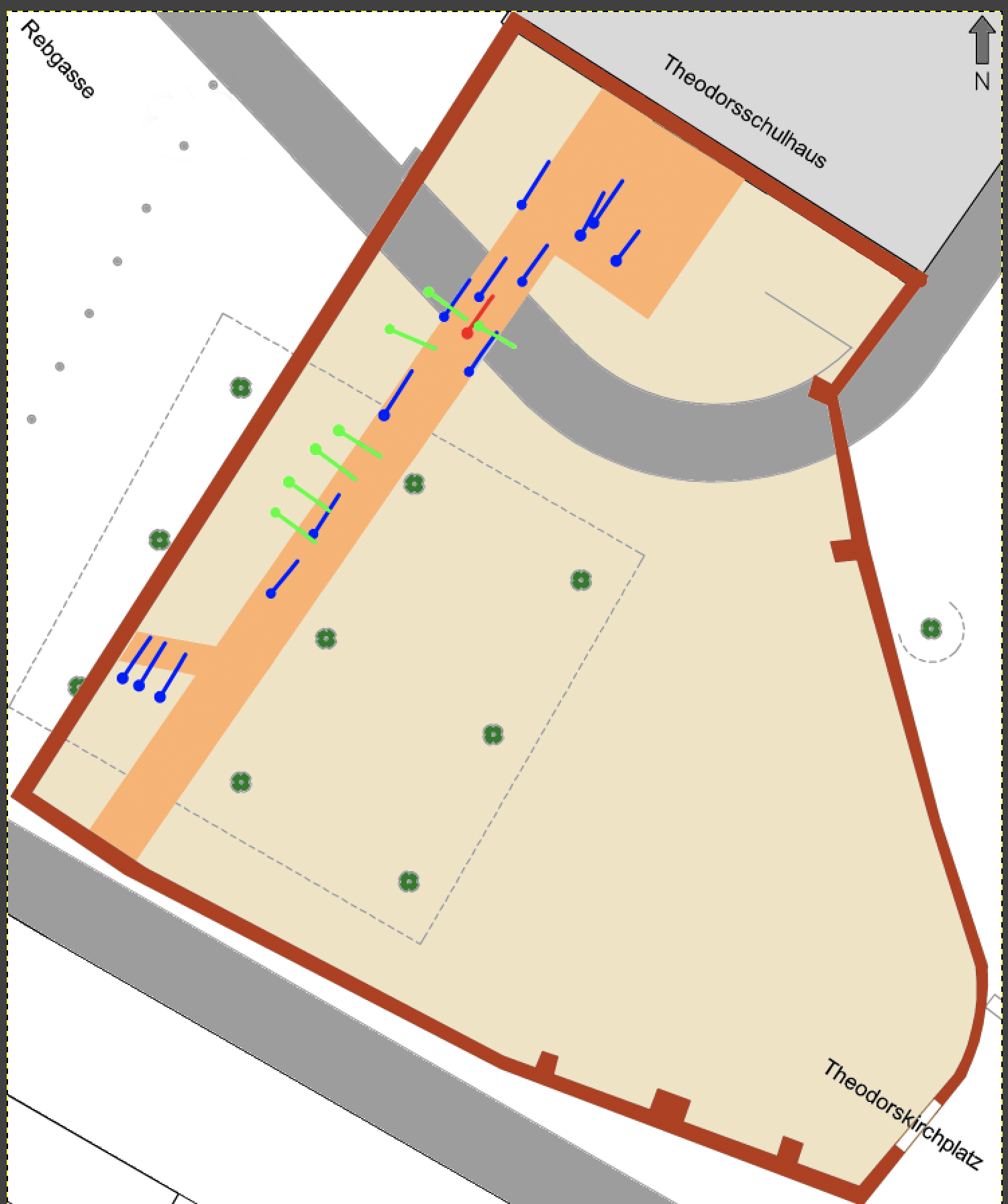
Gebiet des alten Merianschen Totenackers. Die Grabungen von 1984 sind farblich hervorgehoben. Blau: Fundorte aus der jüngeren Phase, grün: ältere Phase, rot: Lage des Grabes von Theo

- Situationsplan: 
1. Theodorskirche 
2. Allerheiligenkapelle 
 3. Pfarrhof 
 4. Kartausgasse 
 5. Theodorsgraben 
 6. Claragraben 
 7. Sonderfriedhof 
 8. Friedhof «Kleeacker» 
 9. Friedhof «Mättelein» 
 10. «Merianscher Totenacker» mit dem Grab von Theo
- Gebiet des alten Merianschen Totenackers. Die Grabungen von 1984 sind farblich hervorgehoben. Blau: Fundorte aus der jüngeren Phase, grün: ältere Phase, rot: Lage des Grabes von Theo

## Der Fund

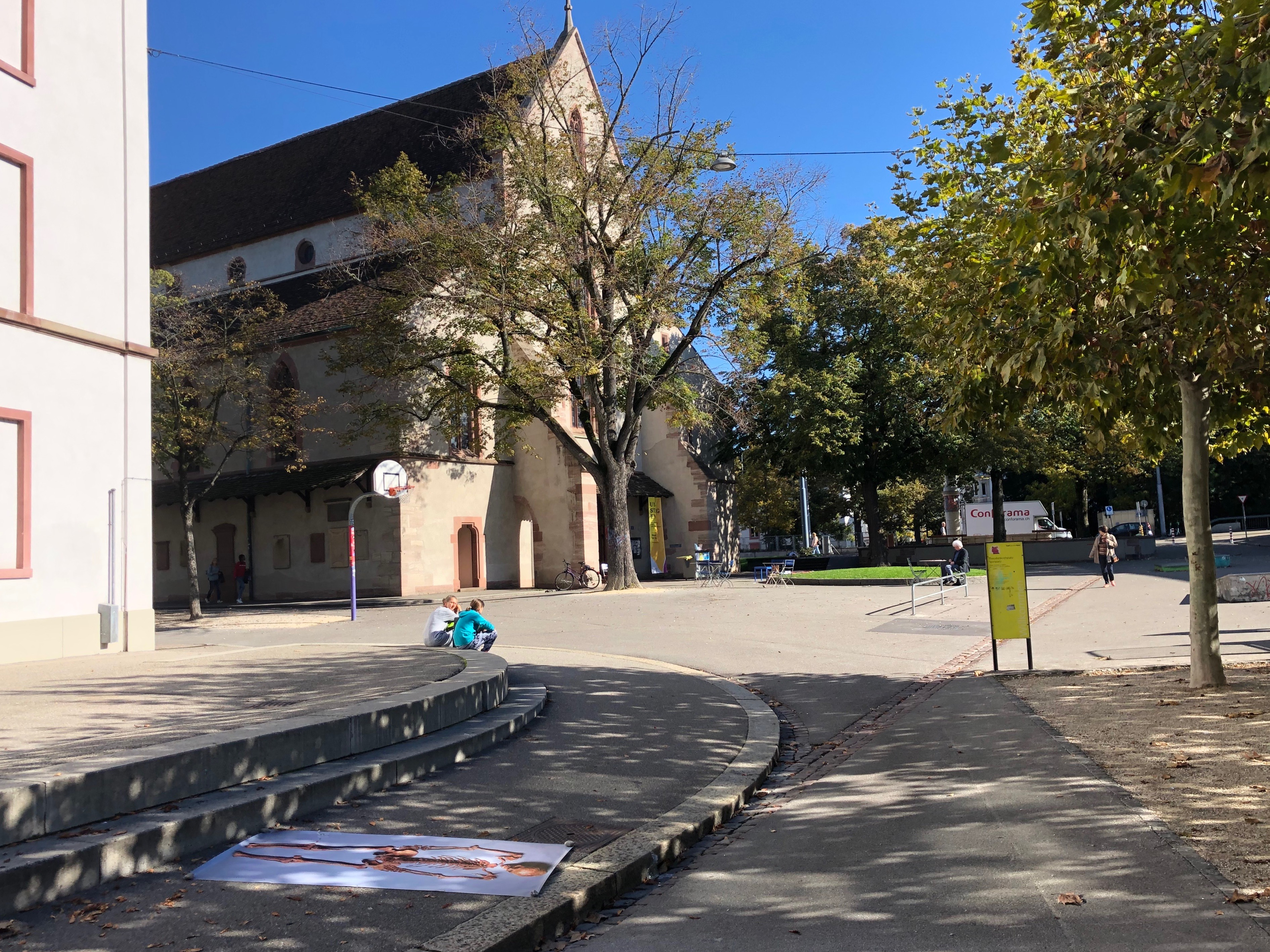
Der Fundort auf dem Trottoir der Rebgasse. Hinten die Theodorskirche

In diesem Schulhaus sollte 1984 eine Wärmepumpenheizung eingebaut werden, was den Bau neuer Leitungen erforderlich machte. Da im Bereich westlich der Theodorskirche neben dem Schulhaus mit der Aufdeckung von Gräbern gerechnet werden musste, wurden die Grabungsarbeiten von der Archäologischen Bodenforschung Basel-Stadt begleitet. Im Winter 1984 stiessen die Arbeiter im westlichen Bereich des ehemaligen Merianschen Totenackers auf die Reste von 24 Gräbern.
Theo lag in der Mitte eines Sechserstapels im Grab 19 und war in Südwest-Nordost-Lage in gestreckter Rückenlage beerdigt worden. Von einem Sarg waren kaum noch Spuren zu erkennen. Das Skelett wurde vollständig geborgen, nur die Fussknochen mussten im Boden verbleiben, da die Grubenwand aus statischen Gründen nicht abgetragen werden konnte. Die Nachbargräber 15, 17 und 22 waren 90 Grad verdreht nordwest-südostorientiert und lagen tendenziell weniger tief. Theos Grab wurde als später datiert als diese, aber früher als das gleich orientierte Grab 20 zu seinen Füssen. Dies bedeutet, dass Theo vor der Endphase des Friedhofs beerdigt worden war. Dass diese Gräber der älteren Phase zum Teil höher lagen als die Gräber der jüngeren Phase, hängt möglicherweise damit zusammen, dass in der «Verordnung bezüglich der Leichenbestattung» vom 25. Februar 1814 gefordert wurde, die an «Nervenfieber» (Flecktyphus) Verstorbenen in besonders tief liegenden Gräbern zu bestatten, um das Aufsteigen von «giftigen Dämpfen» zu verhindern. Die Archäologen folgerten daraus, dass diese Änderung der Bestattungsweise möglicherweise mit der grossen Typhusepidemie von 1814 zusammenhing. Die älteren Gräber waren nordwest-südostorientiert und eher flach angelegt, während die Gräber der jüngeren Phase südwest-nordostorientiert waren und tendenziell tiefer im Boden eingebracht wurden.
Theo war also offenbar weder zu Beginn dieser jüngeren Bestattungsphase von 1814 noch zur letzten um 1833 bestattet worden, sondern wohl in den 1820er-Jahren. Insgesamt wurden 24 Skelette geborgen, ins Naturhistorische Museum Basel gebracht und dort in der Sammlung archiviert.

## Das Projekt
Identifizierte historische Skelette liegen meist von Personen der sozialen Oberschicht vor. Deren Grabstätten liegen oft in Kirchen und die Umstände der Grablegung sind gut dokumentiert. Das Projekt zur Identifizierung von Theo stellt also insofern eine Ausnahme dar, als hier ein Namenloser identifiziert werden sollte, ein «Nobody» aus der Unterschicht.
Die Forschungen zu Theos Skelett und seiner Person waren auch der Beginn der umfangreichen Bürgerforschung Basel (BBS), in dem heute (2019) rund 70 freiwillige wissenschaftliche Mitarbeitende historische Quellen transkribieren und Daten bearbeiten. Die zahlreichen Dokumente des Staatsarchivs Basel-Stadt aus dem 18. und 19. Jahrhundert in schriftlicher und bildlicher Form erleichterten die Nachforschungen enorm. Natur- und geisteswissenschaftliche Disziplinen arbeiten zusammen und ergänzen sich, wobei der genealogischen Forschung eine Schlüsselfunktion zukommt. Die Leitung des Projekts liegt beim Anthropologen Gerhard Hotz, Kurator am Naturhistorischen Museum Basel. Ein weiteres Projekt der Bürgerforschung waren zum Beispiel auch die Nachforschungen zu Anna Catharina Bischoff.

## Erste Untersuchungen
Im Rahmen einer Übung des Instituts für prähistorische und naturwissenschaftliche Archäologie IPNA der Universität Basel untersuchten zwei Studenten, der Anthropologe Simon Kramis und der Historiker Fabian Link, im Jahr 2004 das Skelett aus dem Grab 19. Ihnen fielen zwei ovale, fast kreisrunde Lücken im Gebiss des jungen Mannes auf, die bei den jungen Forschern die Neugierde weckte und zu weiteren Untersuchungen des Skeletts führten. Diese ergaben, dass es sich beim Verstorbenen um einen Mann handelte, der im Alter zwischen 28 und 32 Jahren verstorben war.
Wo Theo zur Welt kam, ist nicht bekannt. Eine Strontiumisotopenanalyse von drei seiner Backenzähne ergab, dass er mit grosser Wahrscheinlichkeit bis zu seinem 14. Lebensjahr in der Region Basel gelebt hatte. Untersuchungen von Zahnzement und Knochen zeigten, dass er als junger Mann mindestens zwei Stressphasen durchlitten hatte und Anzeichen von beginnender Arthrose aufwies. Er war mit 1,60 Meter eher klein und hatte sich auch während des Wachstums ausgewogen ernährt. Dies lässt darauf schliessen, dass er nicht zu den Ärmsten gehört hatte. Wie Analysen der Arm- und Schlüsselbeinknochen ergaben, war Theo mit grosser Wahrscheinlichkeit ein rechtshändiger Handwerker.
Theo verstarb zu jung; die Lebenserwartung eines Dreissigjährigen betrug im 19. Jahrhundert 49 Jahre. In den Jahren vor seinem Tod war er gesund und gut ernährt: Sein Skelett zeigte keinerlei gravierende Krankheiten oder schwere Mangelernährung an. Als Todesursache kommt neben einer Verletzung der Weichteile durch Gewalteinwirkung auch eine Infektionskrankheit mit schnellem Verlauf in Frage, die keine Spuren am Skelett hinterliess.

## Zähne

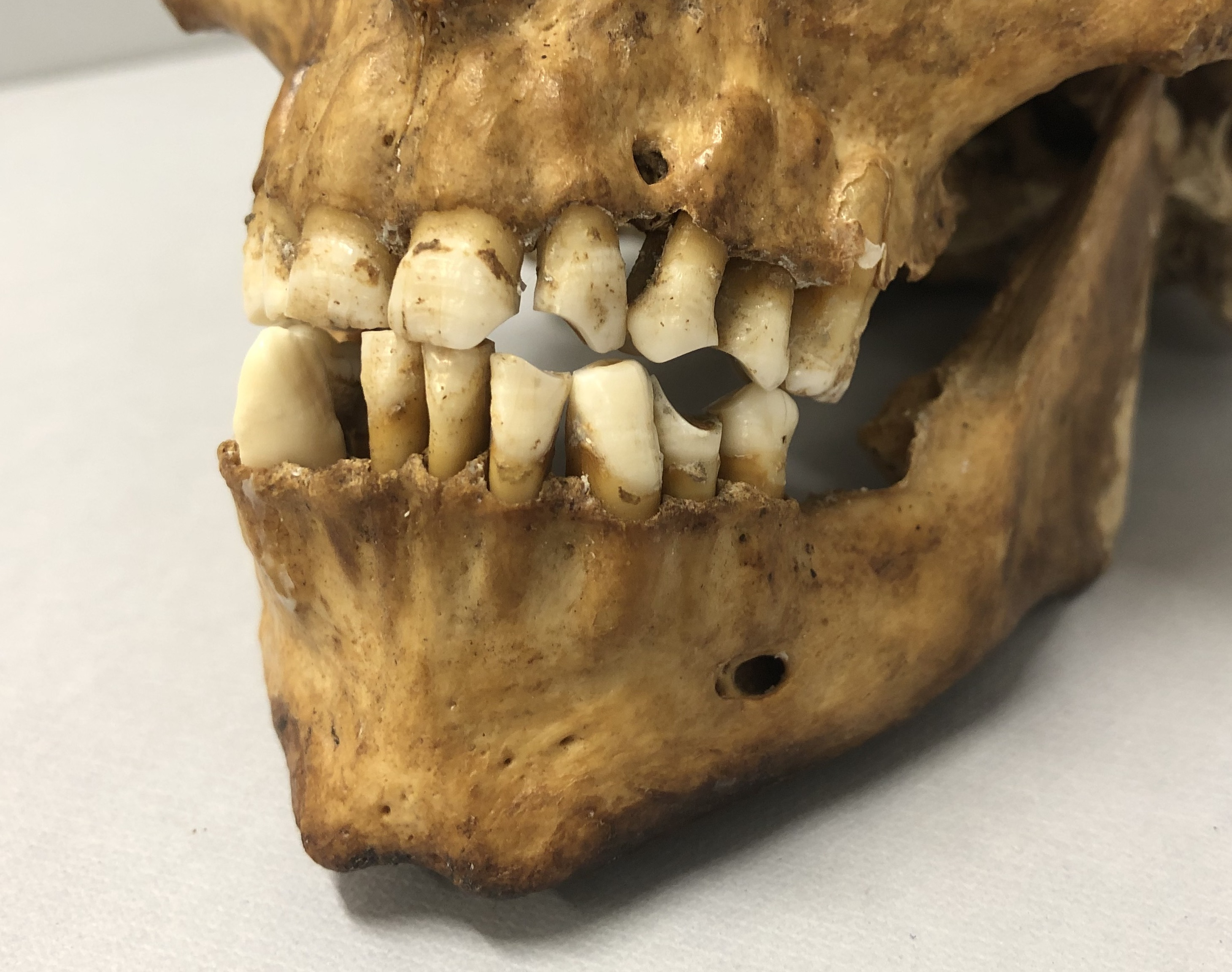
Gebiss mit den beiden charakteristischen Zahnlücken

Theos Zähne waren stark von Karies befallen oder abgestorben. Abgesehen davon fallen die bereits erwähnten ovalen Lücken auf der linken Seite des Gebisses auf, die bei leicht geöffnetem Kiefer beinahe einen kreisrunden Querschnitt erhalten. Untersuchungen mit dem Rasterelektronenmikroskop zeigten feine Kratzspuren auf der Zahnoberfläche, die auf eine Abnützung durch das Keramikmundstück einer Tonpfeife und die darin enthaltenen feinen Quarzkörnchen hinwiesen.
Solche Abrasionen traten vom 17. bis zum 19. Jahrhundert beinahe weltweit auf, Tonpfeifen waren damals weit verbreitet. Ausgrabungen auf Friedhöfen mit gut dokumentierten Angaben zu den Verstorbenen zeigten, dass exzessives Rauchen von Tonpfeifen, die auch während der Arbeit ohne Zuhilfenahme der Hände geraucht werden konnten, eher in sozial schwachen und hart arbeitenden Bevölkerungsschichten verbreitet war. Da das tönerne Mundstück härter war als der Zahnschmelz, schliff es sich mit der Zeit in die umliegenden Zähne ein. Dadurch wurde das weichere Dentin freigelegt und die Abnützung verstärkte sich. Pfeifenlöcher entstehen nach fünf bis zehn Jahren intensiven Rauchens. Demzufolge muss Theo ein langjähriger Raucher aus der handwerklich arbeitenden Bevölkerungsschicht gewesen sein.

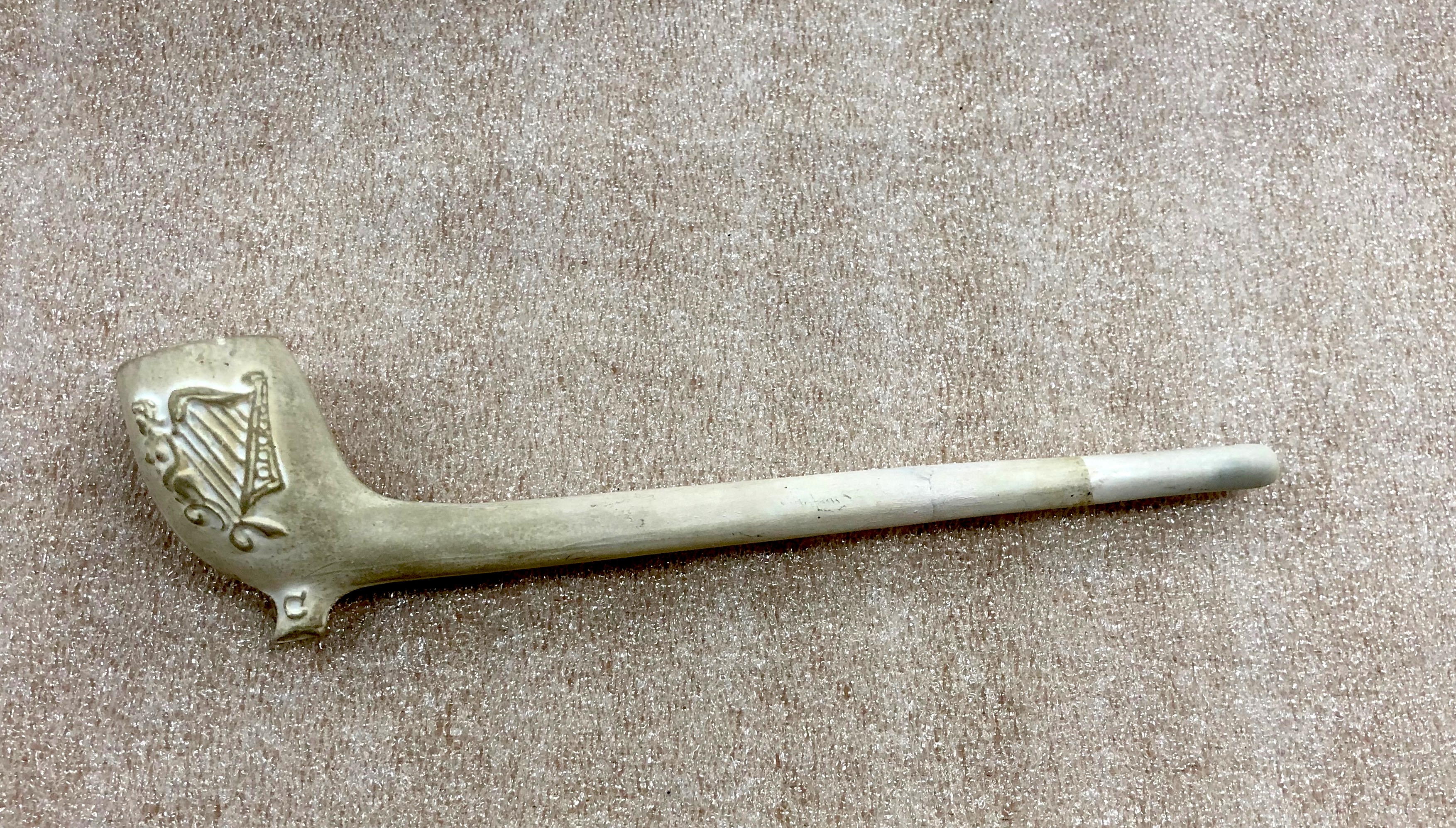
Tonpfeife, wie sie Theo geraucht haben könnte
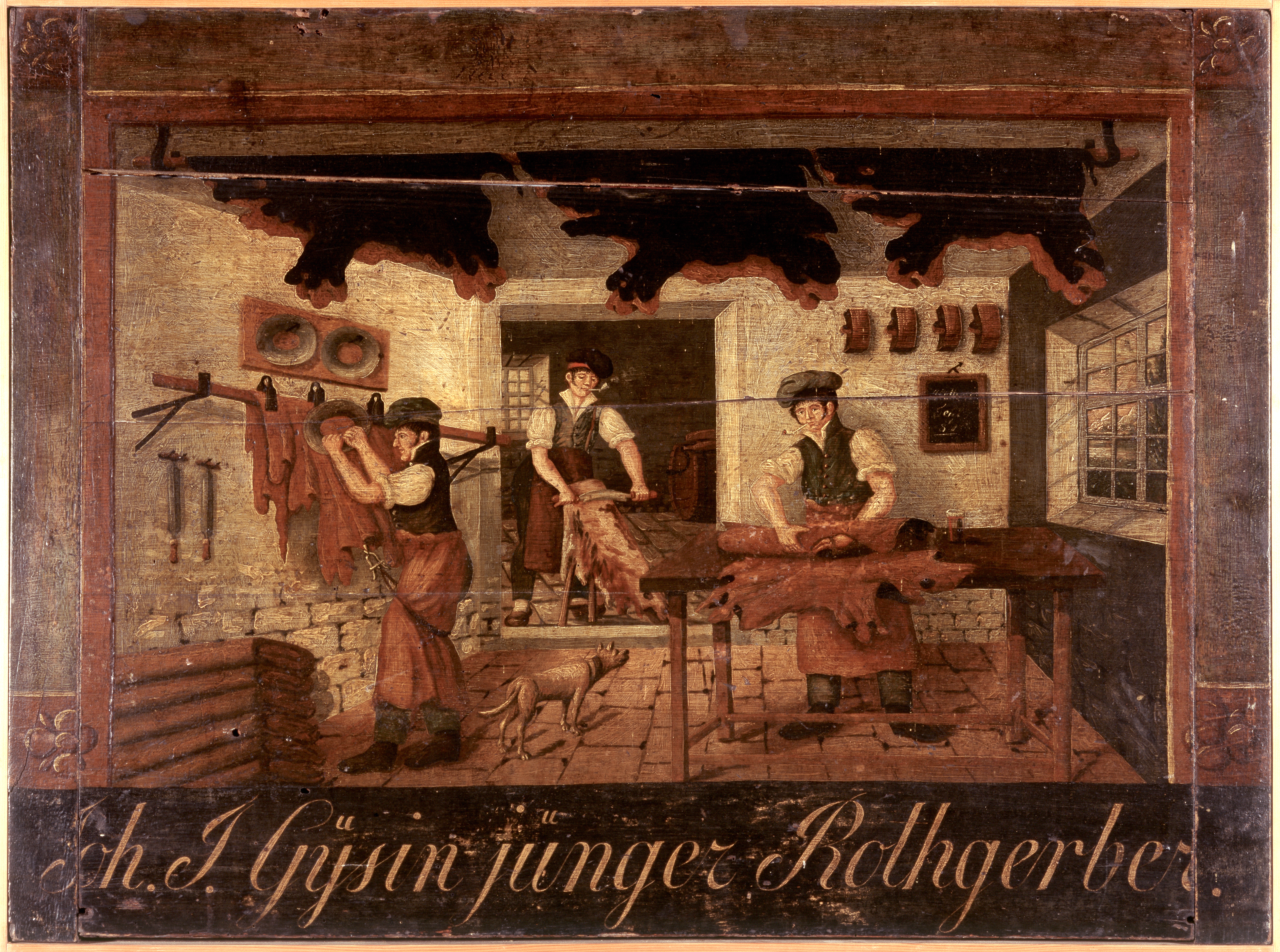
Gerberwerkstatt in Liestal; zwei Gerber mit Pfeife im Mund. Holzschild, um 1820
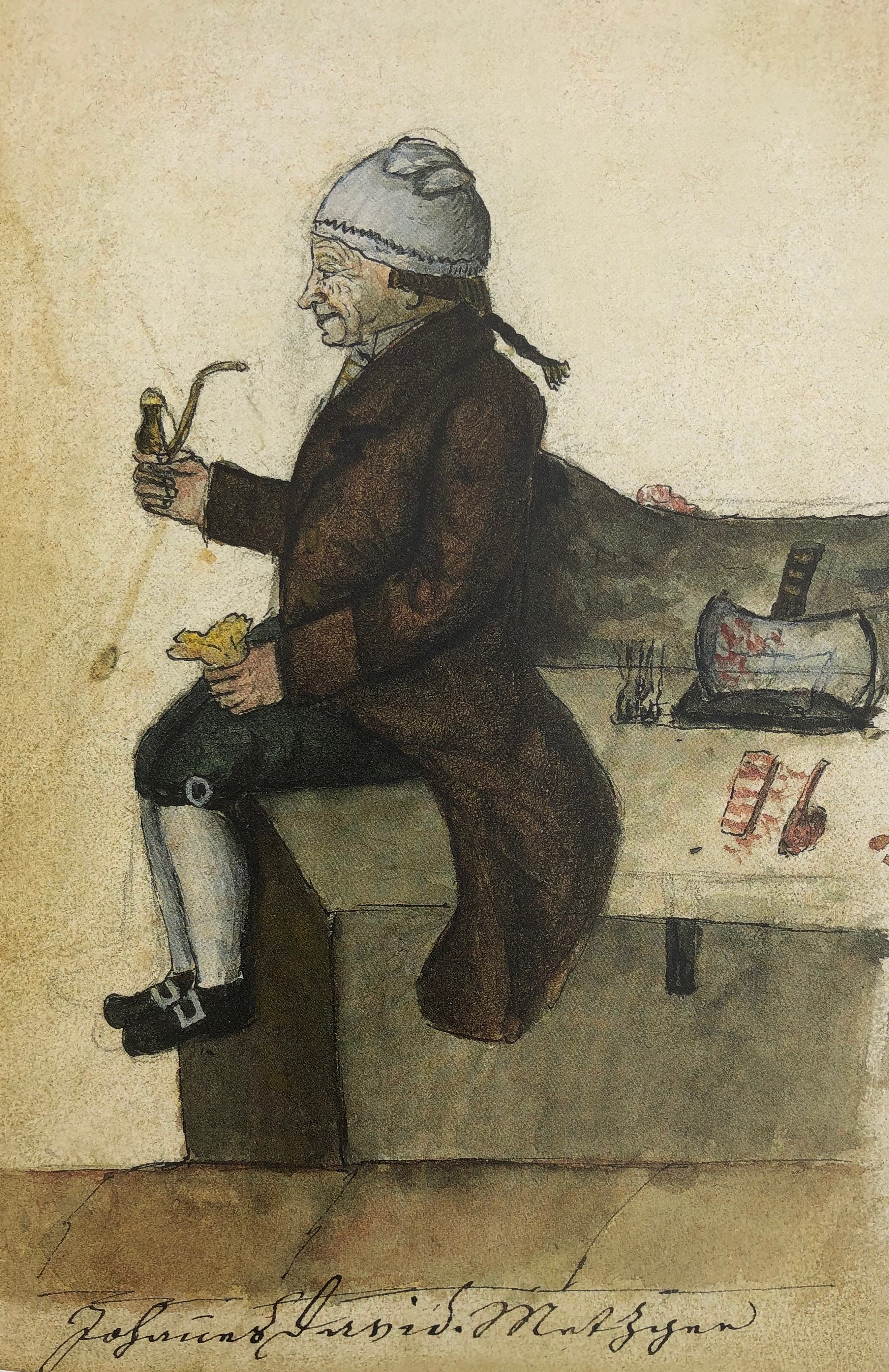
Metzgermeister Johannes David Bienz (1755–1829) mit einer Deckelpfeife; Aquarell von Wilhelm Oser, um 1820

## Wer war Theo?
Auf dem kleinen Merianschen Totenacker, der vom 5. Oktober 1779 bis 1. Mai 1833 in Gebrauch war, gab es weder Grabsteine noch Gedenktafeln noch einen Lageplan, nichts erinnerte an die Toten, die hier beerdigt worden waren. Im Staatsarchiv Basel-Stadt hingegen fand sich das Sterberegister der St. Theodor Kirchgemeinde, in dem die Namen, Berufe, Sterbealter und Geburtsorte aller in Kleinbasel Verstorbenen aufgeführt waren. Angaben zum Bestattungsplatz hingegen fehlten; es war nicht angegeben, ob ein Verstorbener in der Kirche St. Theodor, im «Merianschen Totenacker» oder einem anderen der Friedhöfe Kleinbasels seine letzte Ruhestätte fand.
Von den 4334 Personen, die zwischen dem 5. Oktober 1779 und 1. Mai 1833 in Kleinbasel verstarben, waren 2069 männlich. Einer von ihnen musste Theo sein. Da Theos Alter auf rund 30 Jahre bestimmt werden konnte, fielen alle Kandidaten weg, die jünger als 26 und älter als 34 waren, was den Kreis der in Frage kommenden auf 134 verkleinerte. Zu weiteren 16 Männern fand sich in einem besonderen Verzeichnis, dem Steinbuch, der Hinweis, dass sie in der Theodorskirche beerdigt wurden. Diese 16 kamen demnach aus der sozialen Oberschicht, da nur diese sich einen besseren Bestattungsort leisten konnten. 118 Namen blieben übrig. Da Theo zur jüngeren Bestattungsphase gehörte und diese von den Archäologen in Zusammenhang mit der grossen Typhusepidemie von 1814 gebracht wurde, wurden alle vor 1814 verstorbenen Männer von der Liste gestrichen. 25 Männer blieben übrig. Der Zusammenhang mit der Typhusepidemie ist jedoch bis heute nicht nachgewiesen. Sollte sich diese Annahme als falsch erweisen, müsste sich die Suche auf die vor 1814 verstorbenen Personen fokussieren.
Da Theo während seiner Arbeit ständig die Pfeife im Mund gehabt haben musste und Rauchen bei Tätigkeiten im Holz- und Textilgewerbe verboten war, musste die Wahrscheinlichkeit, dass er einen solchen Beruf ausgeübt hatte, eher gering sein. Theos Tätigkeit lag eher in den Berufen, in denen feinmotorische Fähigkeiten gefragt waren wie Seiler, Bäcker oder Schneider.
Alle Informationen rund um Theo und seinen Lebensalltag wurden in einer Datenbank erfasst. Diese berücksichtigte alle Kandidaten, die als Theo in Frage kommen konnten, und wies jedem aufgrund der Informationen zu Theos Profil eine bestimmte Wahrscheinlichkeit zu, Theo zu sein. 2008 verzeichnete die Datenbank noch zwölf sogenannte Top-Kandidaten, die eine Wahrscheinlichkeit von 96 Prozent aufwiesen, mit Theo identisch zu sein.
2008/2009 wurde erstmals der Versuch unternommen, Theos DNA aus dem Skelett zu isolieren. Es gelang, aus einem Backenzahn nicht verunreinigtes Zahnbein zu entnehmen und daraus Fragmente der mitochondrialen DNA zu isolieren. Mitochondriale DNA wird von der Mutter an ihre Kinder vererbt, aber nur Töchter können sie an die nächste Generation weitergeben. Um herauszufinden, ob einer der zwölf Topkandidaten Theo war, mussten also Nachfahren auf der weiblichen Linie gefunden werden, um deren DNA mit derjenigen von Theo zu vergleichen. Genealogische Nachfahrensforschungen auf der weiblichen Linie sind anspruchsvoll und zeitaufwändig, da bei jeder Heirat Frauen den Namen ihres Ehemanns annahmen.

## Die Suche nach Nachfahren
Aus der 12er-Liste konnten durch genealogische Nachforschungen die Namen von fünfzehn möglichen Nachfahren der Top-Kandidaten bestimmt werden. Sie wurden zusammen mit der Liste der zwölf Kandidaten am 10. März 2010 der Presse mitgeteilt in der Hoffnung, dass noch lebende Nachkommen Verwandte erkennen würden. Auch Fernsehen, Radio und Printmedien berichteten über die Suche. Aus Gründen des Nachfahrenschutzes wurde darauf geachtet, dass nur Namen von potentiellen Nachfahren publiziert wurden, die bereits seit hundert Jahren verstorben waren; der Nachfahrenschutz tritt mit dem Ableben einer Person für die Dauer von 100 Jahren in Kraft.
| Mögliche Nachfahren | Mögliche Nachfahren | Mögliche Nachfahren | Mögliche Nachfahren | Mögliche Nachfahren     |
| ------------------- | ------------------- | ------------------- | ------------------- | ----------------------- |
| Name                | Vorname             | Geburtsjahr         | Sterbejahr          | Ort                     |
| Brogli              | Otto                | 1887                | 1924                | Mühlhausen              |
| Bürgin              | Adelheid            | 1875                | ?                   | Frankfurt/Montreux      |
| Catelli-Sacher      | Emma                | 1896                | 1972                | Sissach                 |
| Cavaignac-Spitteler | Bertha              | 1874                | 1948                | Argentinien             |
| Erni                | Albert              | 1880                | 1955                | Rothenfluh              |
| Erni                | Maria               | 1886                | 1964                | Rothenfluh              |
| Sacher              | Frieda              | 1902                | 1979                | Gelterkinden            |
| Sacher              | Rosa                | 1894                | 1965                | Gelterkinden            |
| Senn                | Heinrich            | 1887                | 1949                | Basel                   |
| Senn                | Johannes            | 1883                | 1960                | Basel                   |
| Spitteler           | W. Eugen            | 1866                | 1937                | Baraderos, Argentinien  |
| Spitteler-Zocu      | W. Theophil         | 1870                | 1927                | San Carlos, Argentinien |
| Wirz                | Adolf               | 1907                | 1984                | Basel                   |
| Wüthrich            | Karl                | 1906                | 1984                | Basel                   |
| Wüthrich            | Max                 | 1904                | 1985                | Basel                   |

In der Tat meldeten sich zwanzig Personen, von denen die meisten auch Nachfahren der Theo-Kandidaten waren. Da sie aber Nachkommen der männlichen Linie waren, waren sie nicht Träger der mitochondrialen DNA und es konnte kein DNA-Abgleich vorgenommen werden. Darum wurde das genealogische Vorgehen angepasst: Nun sollten, ausgehend von der 12er-Liste, durch aufwändige genealogische Familienforschungen Nachfahren der potentiellen Theo-Kandidaten gefunden werden. Bei etlichen Kandidaten brachen die verwandtschaftlichen Linien ab und es war nicht möglich, noch lebende Nachfahren zu finden. Mit einer Ausnahme: Johannes Bieler. Aber der DNA-Abgleich ergab einen negativen Bescheid und Bieler konnte von der 12er-Liste gestrichen werden. Elf Kandidaten blieben übrig:
| elf Kandidaten | elf Kandidaten | elf Kandidaten      | elf Kandidaten | elf Kandidaten | elf Kandidaten     |
| -------------- | -------------- | ------------------- | -------------- | -------------- | ------------------ |
| ID-Nr.         | Name           | Vorname             | Alter          | Geburtsjahr    | Beruf              |
| 1              | Bender         | Christian Friedrich | 33             | 1784           | Glasermeister      |
| 2              | Itin           | Achilles            | 31             | 1786           | Vater: Stadtsoldat |
| 3              | Kestenholz     | Peter               | 29             | 1789           | Pfannenflicker     |
| 4              | Gessler        | Johann Jakob        | 32             | 1782           | Weissgerber        |
| 5              | Merian         | Johann              | 30             | 1784           | Vater: Seiler      |
| 6              | Lang           | Niklaus             | 28             | 1794           | Handelscommis      |
| 7              | Schmid         | Johann Jakob        | 33             | 1782           | Mühlenmacher       |
| 8              | Kunz           | Valentin            | 33             | 1789           | Seifensieder       |
| 9              | Perrot         | Franz Georg         | 26             | 1793           | Handelscommis      |
| 10             | Wohnlich       | Friedrich           | 31             | 1783           | Weissbäcker        |
| 11             | Hediger        | Jakob               | 27             | 1789           | Fabrikarbeiter     |

Hinter diesen Namen verbergen sich mitunter tragische Schicksale. Die folgenden Angaben zu den Lebensumständen und der familiären Situation der ersten beiden Kandidaten, die Theo gewesen sein könnten, beruhen einerseits auf den Recherchen der Genealoginnen der Bürgerforschung Basel (BBS) Marina Zulauf, Ursula Fink, Diana Gysin und Beat Stadler, die in den verschiedenen Archiven suchten, anderseits auf genealogischen und berufsspezifischen Nachforschungen. Alle Ergebnisse stammen aus Dokumenten, die in direktem Zusammenhang mit den zwei Männern stehen.
Theo hiess mit grosser Wahrscheinlichkeit Christian Friedrich Bender oder Achilles Itin. Da bei keinem von ihnen Nachfahren über die weibliche Linie gefunden werden konnten, blieb eine sichere Identifikation bisher aus. Gemeinsam ist den Männern, dass sie einen «Migrationshintergrund» hatten, ihre Familien also von auswärts nach Basel kamen, da sie sich in der Stadt eine bessere wirtschaftliche Zukunft erhofften. Nur Bender schaffte es, sich eine berufliche Existenz aufzubauen. Zwei der zehn Kandidaten schieden durch Selbstmord aus dem Leben.

### Christian Friedrich Bender (1783–1816)

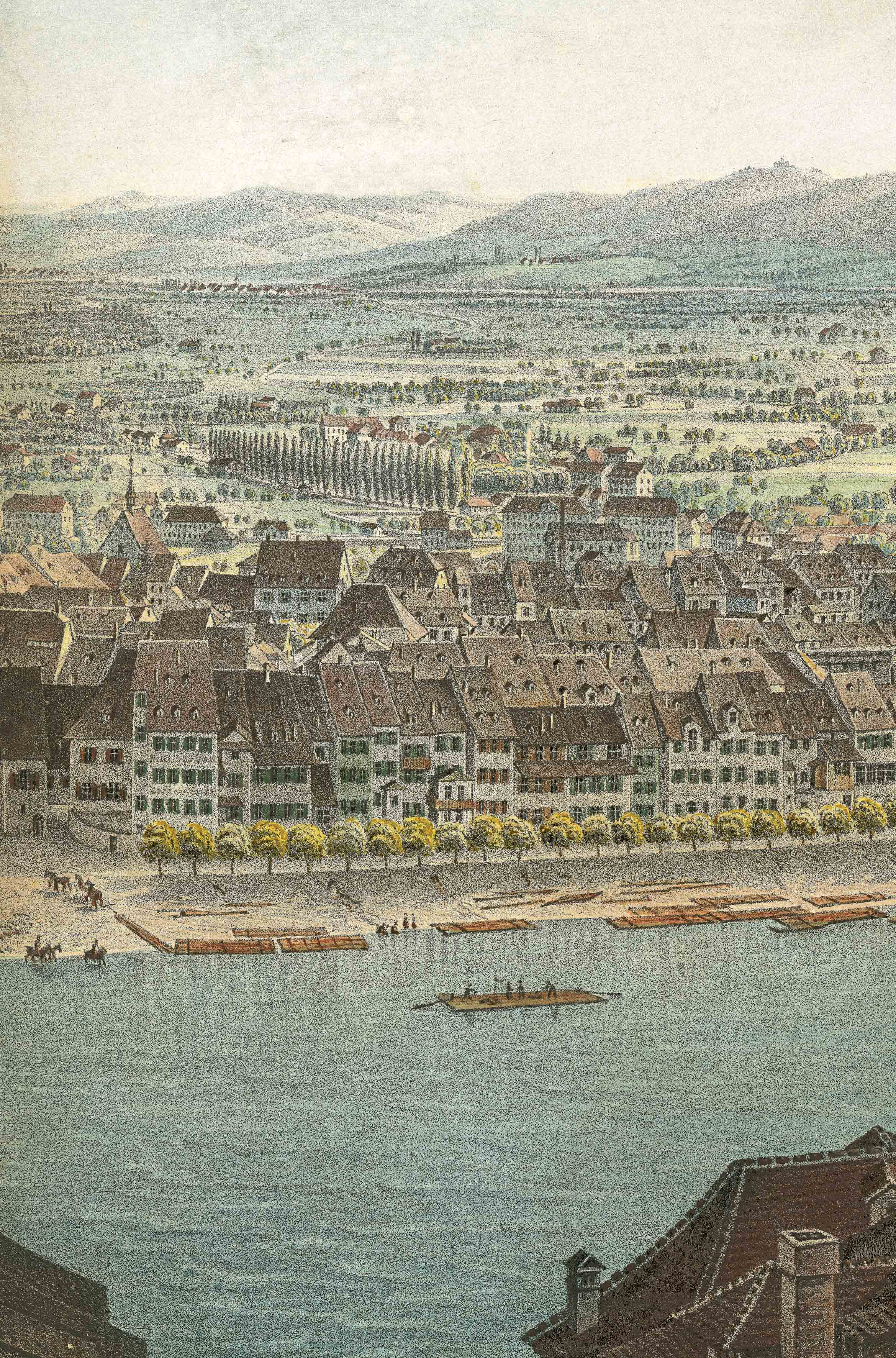
Basler Rheinfront um 1842. Benders wohnten im fünften, leicht zurückversetzten Haus von links. Federzeichnung von Anton Winterlin (Ausschnitt)

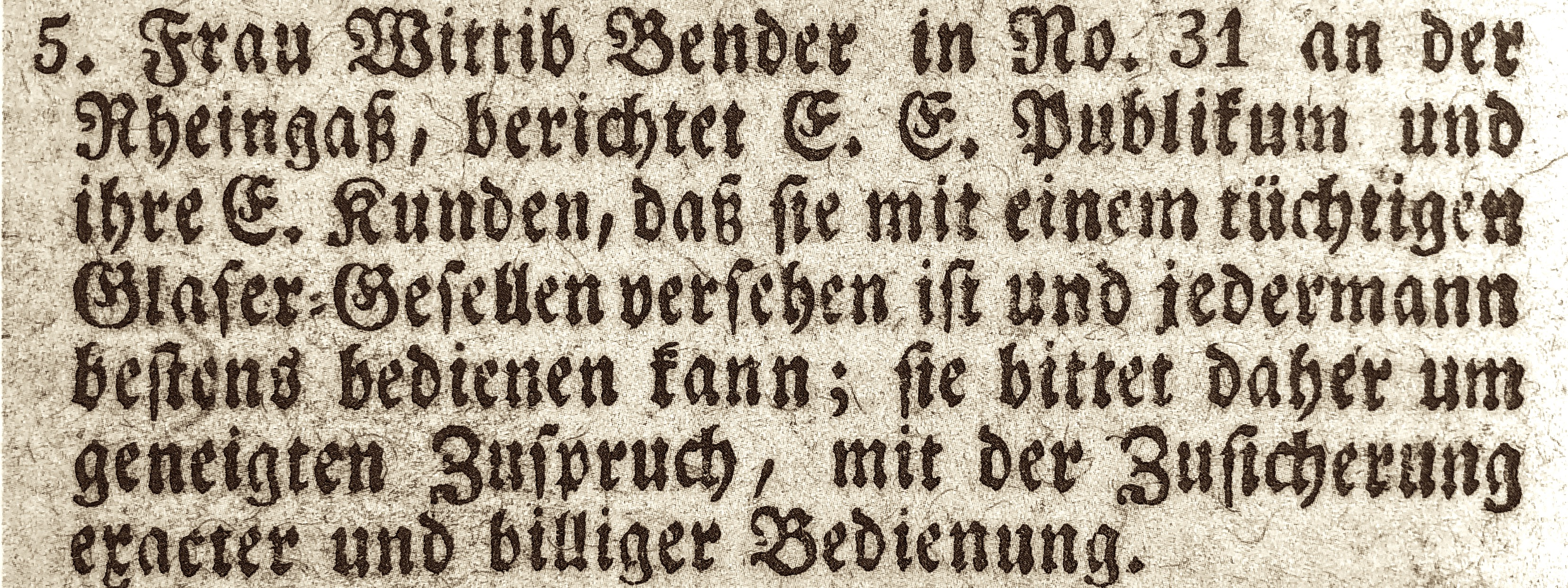
Anzeige der Witwe Bender im Avis-Blatt, eine Woche nach Christian Benders Tod

Christian Friedrich Bender kam am 23. Dezember 1783 in Bouxwiller im Unterelsass zur Welt. Im Oktober 1808 wurde er aufgrund einer Niederlassungs- und Gewerbsbewilligung als Glaser in Basel in die Zunft Zum Himmel aufgenommen. Wann und warum er nach Basel kam, ist nicht bekannt. Am 30. September 1806 heiratete er Sara Bauler, die Tochter eines gut situierten Schneidermeisters. Die Benders wohnten in einem schmalen zweistöckigen Haus an der Rheingasse 21. Zum Zeitpunkt von Benders Tod lebten von den neun Kindern des Paares noch fünf.
Am 16. November 1816 nahm sich Bender morgens sechs Uhr das Leben, indem er sich mit einem Rasiermesser die Kehle durchschnitt. Der Schnitt wurde mit grosser Kraft geführt und ging bis auf den Halswirbel. Seine Frau Sara gab zu Protokoll, «sie wollte ihm zu Hülfe eilen; allein er stieß sie mit Gewalt weg, wo Er sich sogleich noch einen zweyten Schnitt machte». «Probierschnitte», wie sie bei derartigen Selbsttötungen oft vorgenommen werden, unterblieben.
Am selben Tag fanden drei behördliche Untersuchungen statt, aus deren detaillierten Beschreibungen in den Protokollen viel über eine durchschnittliche Familie im 19. Jahrhundert bekannt wird. Grund für seine Tat soll gemäss Benders Frau «eine Gemüths-Krankheit gewesen seyn», die sie religiösen Zweifeln und Ängsten zuschrieb. Denkbar ist jedoch auch, dass die Frau eine Krankheit vorschob, damit ihr Mann ein ehrliches Grab innerhalb des Kirchhofes erhielt und nicht ausserhalb der Friedhofsmauern verscharrt wurde, wie das damals für Selbstmörder üblich war.
Heute ergeben sich aber hinsichtlich der Umstände seines Todes mehrere Zweifel, einiges deutet auf eine Fremdeinwirkung hin. Wie den Protokollen zu entnehmen, wurde der Tatort nach der Tat stark verändert. Warum war am frühen Morgen der Wundarztgeselle so schnell zur Stelle? Warum wurde der Tote mit dessen Hilfe vom Boden des Schlafzimmers auf das Bett im benachbarten Zimmer gelegt? Bender soll sich im Stehen getötet haben – warum waren die Leintücher des Bettes im Schlafzimmer voller Blut? Viele Fragen bleiben offen. Weil die Halsmuskeln der rechten Seite vollständig durchtrennt waren, auf der linken Seite aber fast unversehrt blieben, lässt sich schliessen, dass Bender den Schnitt von rechts oben nach links unten führte, er müsste also Linkshänder gewesen sein. Sollte sich nun herausstellen, dass Theo identisch mit Christian Friedrich Bender war, dann könnte das darauf hinweisen, dass Bender umgebracht wurde – Theo war Rechtshänder.
Benders Körpergrösse wurde bei der Untersuchung seines Todes vermessen. Sie betrug ca. 1,60 Meter – genau die für Theo berechnete Grösse. Theos Halswirbelsäule hat sich leider nicht erhalten, sonst hätten eventuell vorhandene Schnittspuren nachgewiesen werden können.
Die geschäftstüchtige Sara Bender führte den Glaserbetrieb ihres Mannes dank einer Sondergenehmigung weiter. Im August 1818 heiratete sie den Glasermeister Adam Uehlinger, bekam zwei weitere Kinder, verstarb am 26. Juni 1839 im Alter von 55 Jahren und hinterliess ein beachtliches Vermögen von knapp 20'000 Franken.

### Achilles Itin (1786–1816)

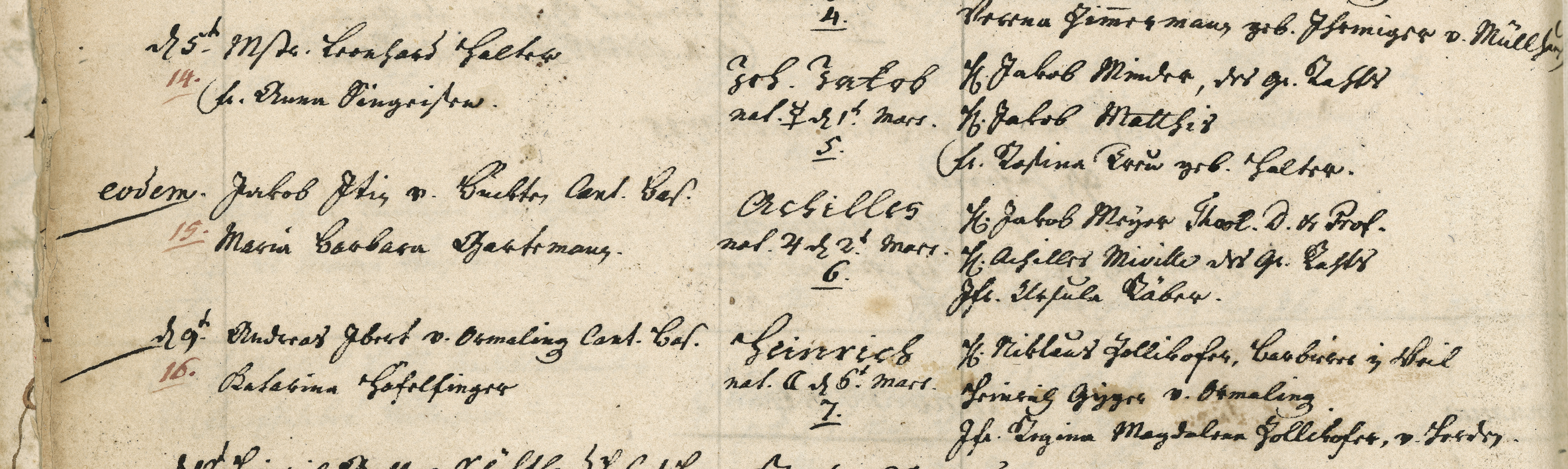
Achilles Itins Eintrag im Taufbuch der Theodorskirche vom 2. März 1786

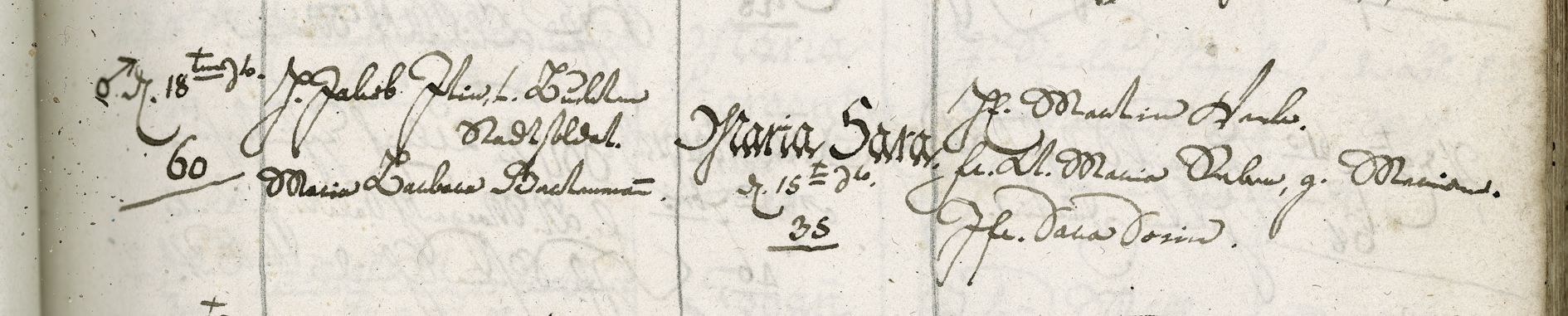
Taufeintrag von Maria Sara Itin, der jüngsten Schwester von Achilles Itin, im Kirchenbuch von St. Theodor vom 15. August 1835. Links zwischen den Namen der Eltern der Vermerk «Stadtsoldat»

Achilles Itin wurde als drittes von sieben Kindern in Basel geboren. Als Paten wurden am 2. März 1786 im Taufbuch der Theodorskirche der Theologieprofessor Jakob Meyer und der Färbermeister und Grossrat Achilles Miville eingetragen – vielleicht ein Zeichen der Wohltätigkeit gegenüber der notleidenden Familie.
Die Familie lebte vermutlich zur Untermiete in ärmlichen Verhältnissen in zwei oder drei Zimmern im Bezirk der Kirchgemeinde St. Theodor in Kleinbasel. Der Vater war Stadtsoldat und musste die neunköpfige Familie mit zehn Franken Monatslohn ernähren. Der Bruder Hans Jakob Itin arbeitete als Fuhrknecht bei der Stadt. Ob sie von der Stadt unterstützt worden sind, ist nicht bekannt.
Achilles dürfte als lediger Sohn ebenfalls bei der Familie gewohnt haben, zusammen mit den nicht verheirateten Schwestern. Die älteste Schwester heiratete 1811 den Witwer und Seidenweber Isaac Roth. Von ihren sieben Kindern verstarben die drei jüngsten als Kleinkinder, der zweite Sohn, Jacob Conrad Roth, ertrank dreizehnjährig im Rhein. Zwei von Achilles Schwestern gebaren je eine uneheliche Tochter. Eines der Mädchen kam gehör- und sprachlos zur Welt. Sie gebar später zwei uneheliche Kinder, die beide kurz nach der Geburt starben. Drei der unverheiratet gebliebenen Schwestern verstarben wie ihr Vater im Armenspital in Liestal.
Achilles Itin blieb ledig und verstarb im Alter von 30 Jahren am 14. November 1816, ein paar Monate nach seiner Mutter. Über seine Berufstätigkeit und die Todesursache ist nichts bekannt.

## Plastische Gesichtsrekonstruktion

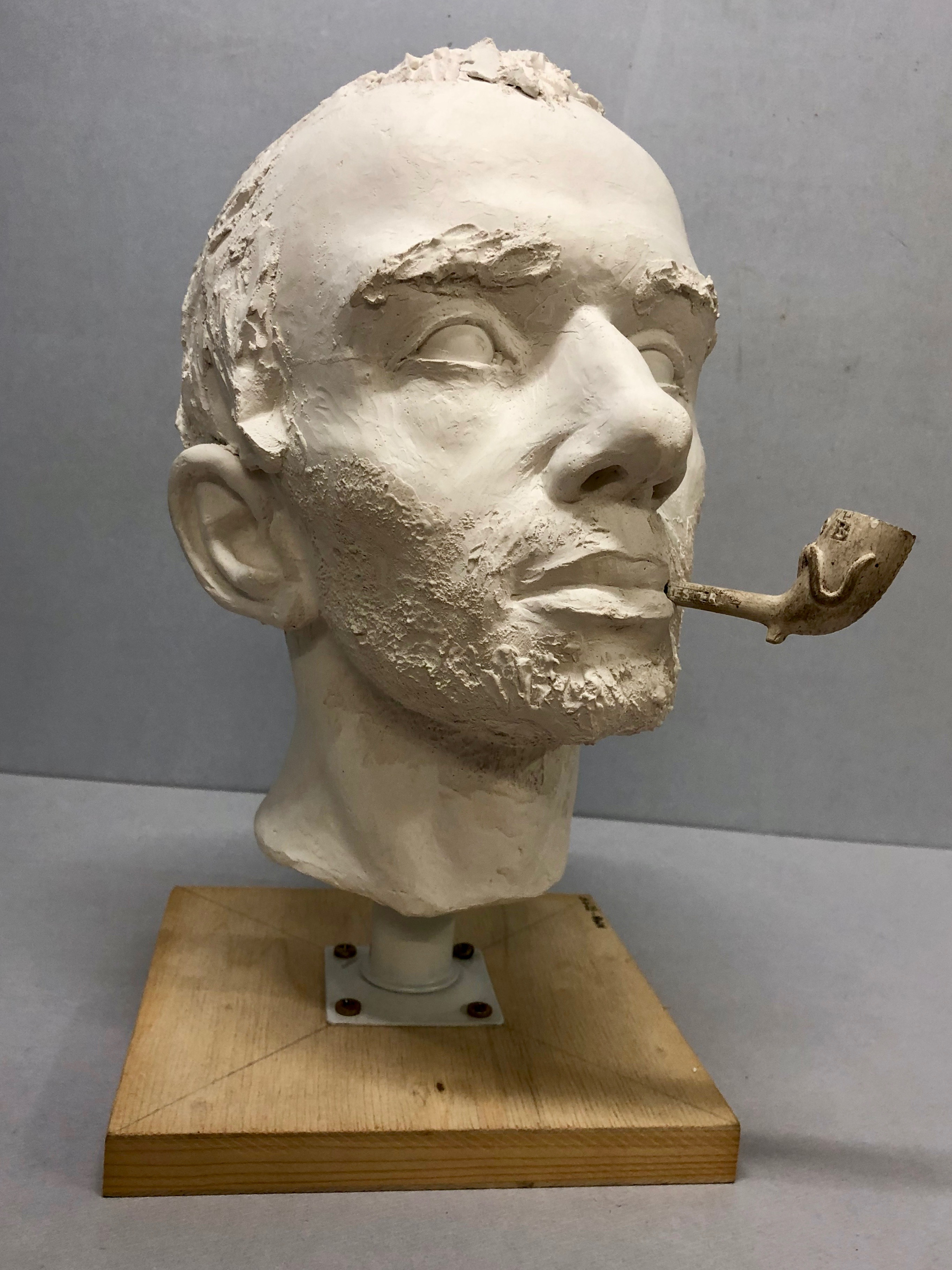
Gesichtsrekonstruktion

Im Jahr 2001 stellte der Historiker Fabian Link unter der Anleitung des Anthropologen und Bildhauers Gyula Skultéty eine Gesichtsrekonstruktion von Theo her. Link stellte ihn als um die 40 Jahre alten Mann mit Falten und einem von harter Arbeit gezeichneten Gesicht dar. Spätere ausführlichere Untersuchungen zum Sterbealter von Theo ergaben, dass Theo schon im Alter von 30 Jahren verstarb. Mit den neuen Angaben gestaltete Gyula Skultéty Theo als jüngeren Mann. Die Rekonstruktion zeigt demnach eine plausible Variante von Theos Aussehen zum Zeitpunkt seines Todes.

## Neue genetische und genealogische Forschungen
Mit neu entwickelten Methoden gelang in der forensischen Genetik in Berlin 2015, Fragmente der nukleären DNA Theos aus einer Knochenprobe zu isolieren. Hier musste die Nachfahrensuche auf der männlichen Linie geschehen. So konnte ein Nachfahre eines weiteren in Frage kommenden Mannes, Pfannenflicker Peter Kestenholz, in Liestal aufgespürt werden. Doch die Analyse seiner DNA ergab, dass keine Verwandtschaft vorlag. Ein weiterer Kandidat konnte unter gewissen Vorbehalten von der Liste gestrichen werden; es verblieben also noch zehn.
Bei Recherchen über die männliche Linie besteht die Möglichkeit von sogenannten Kuckuckskindern, die die väterliche Linie mit fremder DNA unterbrechen. Ein genetischer Nachfahrensabgleich ist dann nicht mehr möglich. Wenn also bei einem potentiellen Nachfahren Theos keine Verwandtschaft nachgewiesen wird, kann der Kandidat nicht mit hundertprozentiger Sicherheit von der Kandidatenliste gestrichen werden. Eine zweite Spur zum Top-Kandidaten Achilles Itin führt in die USA. Hier steht die Kontaktaufnahme noch an; ein erster Versuch scheiterte.
Um die Möglichkeiten zu verbessern, Theos Nachfahren zu finden, wurde in Zusammenarbeit mit der Universität Potsdam (Institute of Biochemistry and Biology; Adaptive Evolutive Genomik), YSEQ und der Forensischen Genetik Berlin eine Gesamtgenom-Sequenzierung (Whole Genome Sequence) von Theo durchgeführt. Die gewonnenen Daten werden in DNA-Datenbanken wie zum Beispiel GEDmatch hochgeladen, die anstatt der mütterlichen und väterlichen Linien ca. 1 Million autosomale Marker vergleichen. Als wichtigste Aussage konnte bisher bestimmt werden, dass Theo der exakten mitochondrialen Haplogruppe U-3546A sowie der Y-chromosomalen Haplogruppe R1b-S22194 mit den weiteren privaten Mutationen BY47236 T und BY126769 G angehört.
Werden nun Übereinstimmungen bestehender Genmarker mit denjenigen von Theo festgestellt, würden die betroffenen Personen angeschrieben. Sollten diese nachweislich Vorfahren aus Basel haben, könnte dies zur Bestimmung von Theos Identität führen. So ist es wohl nur noch eine Frage der Zeit, bis das Rätsel um Theo gelöst werden kann.

## Weitere Anwendungen des Verfahrens
- Solche Verfahren werden bereits bei sogenannten Cold-Case-Ermittlungen erfolgreich angewandt. Bei schweren Verbrechen können alte DNA-Proben des Mörders ohne Vorkenntnisse zu seiner Identität führen.
- Eine Sequenzierung des Genoms aus der Zellkern-DNA wurde auch bei Ötzi vorgenommen.[17]